# Grimnitzer Waldbahn
| Waldbahn Schorfheide – Grimnitzer Waldbahn | Waldbahn Schorfheide – Grimnitzer Waldbahn                  |
| --- | ----------------------------------------------------------- |
| O&K-Dampflok Nr. 7322/1916 der Grimnitzer Waldbahn |                                                             |
| Ehemaliger Streckenverlauf auf einer modernen Karte Streckenverlauf der Hauptstrecke: Ablage Michen am Werbellinsee Ziegelei am Werbellinsee Steingruben bei Joachimsthal Strecken an der Straße nach Karinhall (zeitweilig) Schotterwerk und Wirtschaftsbahn Althüttendorf Ablage Höpen Anschluss Bahnhof Vogelsang Ablage Burgwall Dampfsägewerk Groß Schönebeck Anschlussgleise: Försterei Reiherhorst Dusterlake Wucker Sägewerk Werbellinsee Michen Ziegelei Roth Gemarkungen: Vogelsang Groß Schönebeck Werbellinsee Grimnitz Grimnitzsee Joachimsthal Groß Dölln Döllnkrug |                                                             |
| Streckenlänge: | 1884: 2 km + 5,9 km = 7,9 km Netzwerk um 1922: 193 km       |
| Spurweite: | 600 mm (Schmalspur)                                         |
| Maximale Neigung: | Streckenabschnitt Nr. 1: 60 ‰ Streckenabschnitt Nr. 2: 20 ‰ |
| |                                                             |

Die Grimnitzer Waldbahn war eine ab dem Sommer 1884 betriebene, anfangs 7,9 Kilometer lange Spaldingbahn mit 600-mm-Spurweite im Regierungsbezirk Potsdam östlich der Waldbahn Schorfheide.

## Bauantrag
Der Templiner Landrat Schubarth beantragte 1883 beim Ministerium für Landwirtschaft und Forsten die Errichtung einer Spaldingbahn im Grimnitzer Forstrevier. Diesem Antrag wurde noch 1883 stattgegeben.

## Transportaufgabe

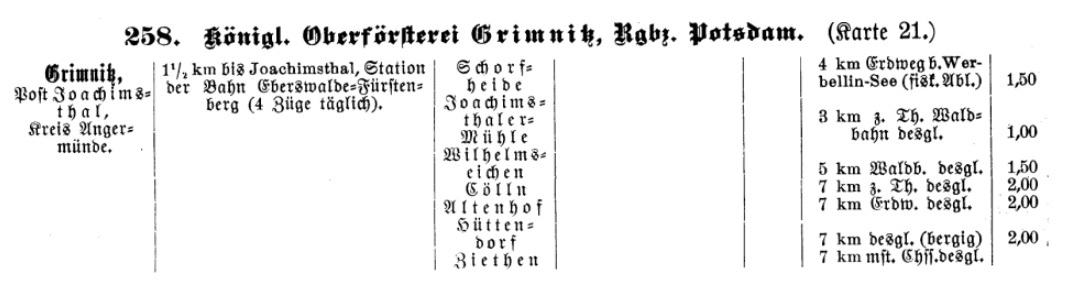
Otto Müllers Forstliches Adressbuch sämtlicher Königlich Preußischen Oberförstereien

1884 wurde in der Oberförsterei Grininitz ein größerer Versuch durchgeführt, eine Spaldingbahn zum Holztransport aus der Waldung zum Werbellinsee einzusetzen. Dafür hat der Unternehmer Heinrich Andreas Spalding (* 18. August 1844) aus Jahnkow bei Glewitz dem Königlichen Forstamt das nötige Material geliefert: 7 Kilometer Gleise sowie die dazu gehörigen Stücke, wie Weichen und Schienenbrücken sowie 60 Wagen leihweise nur gegen Erstattung der Transportkosten. Als Versuchsort wurde die Oberförsterei Grininitz  gewählt, weil die Terrainbeschaffenheit und die Absatzverhältnisse dort von besonderer Schwierigkeit waren. Aus zwei Schlägen sollten dort das Lang- und Brennholz abtransportiert werden. Es handelte sich um den Transport einer großen Menge  Kiefernholz über zum größten Teil unebenes Terrain zu einem Holzlagerplatz am Werbellinsee, von wo aus es verflößt oder verschifft werden sollte.
In einen dieser Waldgebiete, das mit Nr. 1 bezeichnet wurde, waren Stämme von 3 Festmeter und darüber und von 16–24 Meter Länge ohne Berücksichtigung des späteren Abtransportes geschlagen worden, so dass der Schlag mehr das Bild eines großen Windwurfs, als einer wohlüberlegten Rodung hatte und die die Stämme bis zu vier- oder fünffach übereinander lagen. In dem anderen Schlag, Nr. 2, der aus schwächerem Holz bestand, wurde zwar ebenfalls stehend gerodet aber nach einer Richtung hin geworfen. Das unebene und teilweise für Fuhrwerke unpassierbare Terrain bereitete der Holzabfuhr aber auch dort große Schwierigkeiten.

## Streckenabschnitte
Der erste Streckenabschnitt der Bahn hatte die Aufgabe, das Holz vom Schlag Nr. 1 zwei Kilometer weit zu dem Holzlagerplatz am Werbellinsee zu bei einem Gesamtgefälle von 7 Meter zu transportieren. Die Bahn wurde als feste Strecke auf einem Bahndamm gebaut, um die Leistungsfähigkeit der Bahn auf nivelliertem Gefälle zu ermitteln.
Der zweite Streckenabschnitt der Bahn, auf dem das Holz aus dem zweiten 5,9 Kilom. entfernten Schlag abzuführen war, wurde nur notdürftig nivelliert. Einige allzu schroffe Terrainwellen wurden etwas durchschnitten und ein notwendiger Grabenübergang geschaffen. Um einen Holzeinschlag für den Bau der Bahntrasse zu vermeiden, wurde, soweit es ging, ein alter Holzabfuhrweg benutzt. Das Vermessen und Ausstecken der ganzen Bahnstrecke wurde mit einem Bose’schen Nivellirinstrument innerhalb 4 Tagen durchgeführt. Hierbei wurden sämtliche Durchstiche und Aufwürfe für eine nivellierte Waldbahn abgesteckt. Bei der Errichtung des Unterbaus des ersten Streckenabschnitts wurden 6 Kippwagen verwendet.
Pro Kubikmeter bewegte Masse wurden bis zu 250 Meter Entfernung 5–7 Pfennige veranschlagt. Zur Ausbringung von Dünger wurden die Gleise versuchsweise auf zum größten Teil moorigen und für gewöhnliches Fuhrwerk nur bei starkem Frost zugänglichen Wiesen verlegt. Gräben mit versumpften Rändern wurden mit Leichtigkeit überwunden, indem 2–3 über den Graben gelegte Stangen den Schwellen als Stütze dienten und dadurch eine Kosten-Ersparnis von 70 % ermöglicht.
Nach Ausbau des Streckenabschnitts zum Schlag Nr. 1, der bei Anwendung der Kippwagen pro laufendem Meter Gleis 0,25 Mark kostete, wurde mit der Abfuhr des Holzes mittelst Holztransportwagen begonnen. Diese Wagen waren so konstruiert, dass ein hölzerner 30 Zentimeter hoher Sattel, dessen Füße beinahe über den Achslagern ruhten, auf den gewöhnlichen Wagen gesetzt wurden, um die höchste Tragfähigkeit zu erzielen, und mittelst eines kräftigen eisernen Bolzens auf diesem befestigt. Der den hölzernen Sattel um 10 Zentimeter überragende Kopf des Bolzens bildete die vertikale Achse für einen 85 Zentimeter langen Drehschemel. Zwei an diesem Schemel befestigte Ketten dienten zum Anschlagen der Stämme und so zur festen Verbindung dieser mit den Drehschemeln. Zwei derartige Wagen, von denen der eine das Hirnende, der andere das Zopfende des Stammes trug, wurden, ohne durch etwas anderes als die Schwere der geladenen Stämme verbunden zu sein, zum Transport von Stämmen bis zu 4 Festmetern (3,4 t) verwendet. Zum Transport noch schwererer Stämme wurde, analog zu den Spaldingschen Plattformwagen, eine Brücke konstruiert, die auf zwei Wagen aufliegend einen entsprechend größeren, der Leichtigkeit halber aus Holz konstruierten Rungschemel mit Rollenbewegung trug (Tragfähigkeit 3–5 t). Sollten mehrere Stämme zu einem Zuge zusammengestellt werden, so geschah dies durch Verkuppelung mit einfachen hölzernen im Durchschnitt ein T zeigenden, oder mit eisernen Rundstangen.

## Betrieb
Das Laden der Stämme geschah entweder mit der bei den Holzfuhrleuten gebräuchlichen Hebelade (Wuchte), mit einem Flaschenzug oder mit Kastenwinden (sog. Wagenwinden), wobei das Holz zur Schonung möglichst ohne Ruck und Stoß allmählich auf die Wagen gebracht und so gelegt wurde, dass sein Schwerpunkt möglichst tief zu liegen kam, wodurch das Umkippen und Entgleisungen bei der Fahrt vermieden wurden.
Bei der Abfuhr im Schlag Nr. 1 wurde, ungeachtet der vorher erwähnten Bodenhindernisse, zu jedem Stamm ein fliegendes Gleis gelegt und das Holz geladen. Der Schienenstrang wurde dabei über Stubbenlöcher hinweggelegt. Falls die Schwelle auf einer Seite frei schwebte, wurde sie durch ein untergelegtes Scheit gestützt. Die Gleise wurden öfter quer über Stämme hinweggeführt oder auf zwei neben einander liegenden Stämmen entlang gelegt und diese Geleise mit Stämmen von 3 und mehr Festmeter Inhalt (2,5 t) und bis 24 Meter Länge mit Sicherheit befahren. Das Gleise konnte dorthin verlegt werden, wohin kein Fuhrwerk oder einzelnes Pferd ohne vorherige Hinwegschaffung der Hindernisse gelangt wäre. Die Wagen wurden beladen und durch Menschenkraft herausbefördert. Einfach untergelegte Scheite bildeten die Unterstützung der Stoßschwellen vor dem Übergang des nächsten Gleisjochs auf vorliegende Stämme.
Die vergleichsweise starken Schienen des Spaldingschen Systems sowie die Beweglichkeit und Kürze der Schienenstücke (2 Meter) eigneten sich ganz besonders zur Verlegung einer Waldbahn. Bei längeren Schienenstücken, wie sie bei Decauville-Bahnen üblich waren, wäre es unmöglich gewesen, Bögen zu legen, die mit diesem System problemlos ausgeführt werden konnten. Der Vorzug der einfachen, leicht an Ort und Stelle zu ersetzenden Holzschwelle vor der Eisenschwelle zeigte sich klar, ebenso der Vorzug der angewendeten hölzernen Wagenkonstruktion, da es bei dem leichten Gewicht dieser Wagen möglich war, in den vielen Fällen, wo das notwendig war, die Wagen aus dem Gleis zu heben und von zwei Arbeitern tragen zu lassen. Bei Anwendung schwächerer Schienen würde wenigstens das Legen von Zwischenschwellen nötig geworden fein.

## Vorteile der Spaldingbahn
Die zweiflanschigen Räder des Spaldingschen Systems bewährten sich gut, indem Hindernisse, welche einflanschige Räder sicher zum Entgleisen gebracht hätten, mit Hilfe der zweiflanschigen Räder der beladenen Wagen mit erstaunlicher Sicherheit überwunden wurden. Wenn das Rad mit seinem Flansch nur auf einer Seite den Schienenkopf umklammerte, so genügte solches, um das andere Rad bedeutende Hindernisse, z. B. in engen Bögen, überwinden zu lassen.
Die sicher wirkende, auf alle 4 Räder gleichzeitig wirkende Bremse führte beim Befahren von stark geneigten Strecken zu vorzüglichen Ergebnissen. Es wurden Züge bis zu 200 Meter Länge, die aus etwa 10 Stämmen bestanden mit einem Gewicht von rund 15 t zusammengestellt und von 2 Pferden auf der nivellierten 2 Kilometer langen Strecke in 15 Minuten bis zum Holzlagerplatz befördert, wobei das Bremsen ein Mann am letzten Wagen des Zuges besorgte. Die längsten Stämme (20–26 Meter) konnten mit Sicherheit Bögen von 10 Meter Radius befahren, da die unter ihnen laufenden Wagen sich mit der größten Leichtigkeit bewegen konnten.

## Zugkraft der Pferde
Auf der Strecke Nr. 1 mit 6 %  starken Steigungen konnten zwei Pferde nur jeweils 7 t Holz bewegen, während dieselben Pferde auf der nivellierten Strecke Nr. 2, die teils horizontal war, teils 1–2 % Gefälle aufwies, bequem 15 t ziehen konnten.

## Waldbrandgefahr
Der Betrieb der Dampflokomotiven auf der Waldbahnstrecke war nicht ganz ungefährlich. Entlang der Waldbahn kam es immer wieder durch Funkenflug zu Waldbränden, so am 15. April 1917 im Jagen 42, als bei dem bis dahin größten Waldbrand 7 Hektar Wald vernichtet wurden.

## Kostenrechnung
Auf der nivellierten Strecke, deren Ausbau rund 500 Mark kostete, konnten mit zwei Pferden durchschnittlich 90–100 Festmeter, d. h. 75 bis 85 t, Holz pro Tag befördert werden. Wäre die Trasse nicht ausgebaut worden, wären noch ein zweites Paar Pferde und ein Bremser notwendig gewesen, um diese Massen zu transportieren. Das hätte pro Tag eine Mehrausgabe von 12 Mark erfordert und, da bei einem täglichen Transport von 90–100 Festmetern 50 Tage für die Räumung des Schlages anzunehmen waren, eine Summe von 600 Mark ergeben. Somit sparte der Ausbau der Strecke bei einer 50-tägigen Abfuhr 600 Mark–500 Mark = 100 Mark.
Welche Summen beim Ausbau der Waldbahn eingespart wurden, ergibt sich daraus, dass sich die Kosten für die Abfuhr pro Festmeter auf 0,62 Mark beliefen, während sie sich bei Benutzung gewöhnlichen Fuhrwerks auf 2,50 Mark pro Festmeter beliefen hätten. Die Kosten des Bahntransports selbst beliefen sich, exklusive der Verzinsung und der Amortisation des Anlagekapitals, auf 14 Pfennig pro Festmeter, während auf das Rücken im Schlage 14 Pfennig, auf das Laden 20 Pfennig und auf das Abladen 14 Pfennig pro Festmeter gefallen wären, Kosten, die bei einer geregelten Ausarbeitung des Schlages aus einem im Terrain geregelten Lagerplatz sich um 30 bis 50 % reduzieren ließen.

## Weitere Nutzung
Der Erfolg ließ der Waldbahn bald neue Aufgaben in Steinbrüchen, Tonkuhlen, Ziegeleien und Sägewerken zukommen. Ab 1896, bis kurz vor dem Ersten Weltkrieg, sorgten kaiserliche Eisenbahntruppen für den weiteren Ausbau der Waldbahn. Unterdessen wurden auch stabilere Gleise verlegt. Die Spurweite blieb jedoch immer bei 600 mm.
Kaiser Wilhelm zeigte ein großes Interesse an der Waldbahn und genehmigte 1904/1905 die Beschaffung einer Benzollokomotive. Diese fuhr aber zu langsam, so dass ab 1911 die ersten kleinen Dampflokomotiven zum Einsatz kamen. Das Streckennetz hatte zu dieser Zeit bereits 30 Kilometer Länge. Die größte Ausdehnung erreichte die Bahn Anfang der 20er Jahre mit einer Gleislänge von 193 Kilometern. Das Netzwerk reichte bis an die Havel bei Zehdenick.

## Niedergang und Stilllegung
Ab 1925 begann der Rückbau des Bahnnetzes, und der Betrieb wurde 1935/36 eingestellt. Die Gründe für den Niedergang sind unklar, da die Waldbahn bis zum Schluss profitabel war. Seit 1994 erinnert in der Abteilung 106 des Reviers Lindenhorst der Oberförsterei Grimnitz ein Gedenkstein an die Waldbahn.

## Lokomotiven
| Hersteller | Werks-Nr. Baujahr | Bauart           | Spurweite | Anmerkungen |
| ---------- | ----------------- | ---------------- | --------- | --- |
| Oberursel  | Baujahr 1905      | 50 PS C-bm       | 600 mm    | Geliefert an Königliche Regierung, Abteilung für Domänen & Forsten in Potsdam (am 13. Mai 1905 Vorführung auf der Waldbahn in der Schorfheide), später eingesetzt auf der Waldbahn der Königlichen Preußischen Forstverwaltung Grimnitz bei Joachimsthal/Uckermark (vor 1923 verkauft oder verschrottet)                   |
| Borsig     | 7697/1911         | C n2t            | 600 mm    | 7. November 1911 geliefert an Königliche Regierung, Potsdam, für Grimnitzer Waldbahn (1923 vorhanden) |
| Borsig     | 7700/1911         | C n2t            | 600 mm    | 7. November 1911 geliefert an Königliche Regierung, Potsdam, für Grimnitzer Waldbahn (1923 vorhanden) |
| O&K        | 7322/1916         | 30 PS Ct+t       | 600 mm    | 1916 geliefert an Ostdeutsche Eisenbahngesellschaft, Königsberg „7“. 19xx Waldbahn Schorfheide (192x iE) |
| O&K        | 8632/1918         | Brigadelok D n2t | 600 mm    | 12. August 1918 geliefert an Depot-Verwaltung der 1. Eisenbahn-Brigade, Berlin-Schöneberg, für Rehagen-Klausdorf, Nr. 2439, später eingesetzt auf der Grimnitzer Waldbahn (1923 vorhanden), in der Nachkriegszeit des Ersten Weltkriegs Ministère des Régions Libérées MRL, Reseau de la Marne, Frankreich (1924 verkauft) |
| O&K        | 8703/1918         | Brigadelok D n2t | 600 mm    | 21. Oktober 1918 geliefert an Eisenbahn-Ersatz-Park, Abt. Ia „2467“. 1920 Grimnitzer Waldbahn – Waldbahn Schorfheide (1923 vorhanden, 1924 verkauft oder verschrottet) |
| Borsig     | 10383/1919        | D n2t            | 600 mm    | 28. März 1919 geliefert an Eisenbahnersatzpark, Heeresfeldbahn „2503“. 1920 Grimnitzer Waldbahn – Waldbahn Schorfheide (1923 vorhanden) |
| Borsig     | 10384/1919        | Dn2t             | 600 mm    | 28. März 1919 geliefert an Eisenbahnersatzpark, Heeresfeldbahn „2504“. später Grimnitzer Waldbahn – Waldbahn Schorfheide (1923 vorhanden) |